# Guido Gillès de Pélichy
Pour les articles homonymes, voir Gillès et Pélichy.
Le baron Guido Gillès de Pélichy, né le 15 juillet 1918 à Sainte-Adresse et mort le 13 juin 1999, est un homme politique belge, député.

## Biographie
Issu de la famille Gillès de Pélichy et de Gillès, il est le fils du baron Charles Gillès de Pélichy, membre de la chambre des représentants, puis sénateur, et de Maria Van der Renne de Daelenbroeck. Juriste, il est docteur en Droit et licencié en Sciences criminelles.
Il fut aussi président de l'orchestre national de Belgique de 1969 à 1972, membre et prévôt de la noble confrérie du Saint-Sang.

### Mandats
- Membre de la Chambre des Représentants de Belgique : 1946-1965

### Distinction
- Officier de l'ordre de Léopold

### Mariage et descendance
Il épouse en 1944 Anne Van der Plancke (1919-2014), fille de Pierre Van der Plancke, écuyer, et de Cécile Van Caloen de Basseghem. Six enfants sont issus de ce mariage, dont le baron Olivier Gillès de Pélichy, qui deviendra ambassadeur de Belgique.

## Sources
1. ↑  Bertrand Maus de Rolley - Baron Jean-Claude de Troostembergh, Etat Présent de la noblesse Belge, Bruxelles, Etat Présent des Familles, 2022, p. 119-126

- P. Van Molle, Het Belgisch parlement, p. 156.

- Ressource relative à plusieurs domaines :   - ODIS